# ۲۷ شوال
۲۷ شوال، بیست و هفتمین روز از ماه شوال در تقویم هجری قمری است.
در تقویم هجری قمری قراردادی این روز دویست و نود و سومین روز سال است.

## زادگان
- ۳۴۱ - کسایی مروزی شاعر فارسی‌گوی

## درگذشتگان
- ۵۸۲ - ابن بری نحوی زبان‌شناس و فقیه مصری.
- ۷۳۳ - شهاب‌الدین دمنهوری، شاعر مصری.
- ۱۴۱۶ - حسین مؤنس، تاریخ‌نگار، ادیب و اندیشمند مصری.